# Strumigenys consanii
Strumigenys consanii is een mierensoort uit de onderfamilie van de Myrmicinae. De wetenschappelijke naam van de soort is voor het eerst geldig gepubliceerd in 1954 door Brown.